# Bomabom
Bomabom est un village de la région du Centre du Cameroun. Bomabom est localisé dans l'arrondissement (commune) de Bondjock, département du Nyong-et-Kéllé.

## Population et société
Bomabom comptait 818 habitants lors du dernier recensement de 2005. La population est constituée pour l’essentiel de Bassa.

## Personnalités liées à Bomabom
Luc Réné Bell, chef supérieur de Bomabom, sénateur, ancien délégué général à la Sûreté Nationale, ancien gouverneur.